# چارلی بیلینگتون
چارلی بیلینگتون (انگلیسی: Charlie Billington; ۸ نوامبر ۱۹۲۷ – ۱۹ نوامبر ۱۹۸۵) بازیکن فوتبال بود.
از باشگاه‌هایی که در آن بازی کرده‌است می‌توان به باشگاه فوتبال نوریچ سیتی اشاره کرد.